# Одоевский район
Одо́евский райо́н — административно-территориальная единица (район) и муниципальное образование (муниципальный район) в Тульской области России.
Административный центр — посёлок городского типа (рабочий посёлок) Одоев.

## География
Расположен в западной части Тульской области.
Граничит с Белёвским, Суворовским, Дубенским, Щёкинским, Плавским и Арсеньевским районами Тульской области. Площадь 1169 км².
Основные реки — Упа, Ватца, Маловель, Мизгея, Холохольня.

## История
Район образован 20 июня 1924 года в составе Белёвского уезда Тульской губернии в результате районирования и ликвидации Одоевского уезда.
С 1926 года после упразднения уездов в прямом подчинении Тульской губернии.
В 1929 году в результате упразднения губерний район вошёл в состав Тульского округа Московской области. На том момент в состав района входили следующие сельсоветы: Алехинский, Апухтинский, Балобановский, Безлепкинский, Болотский, Галичский, Глинищенский, Горбачевский, Дряпловский, Дубковский, Жемчужниковский, Жестовский, Заваловский, Западовский, Ивицкий, Краснокольский, Лосинский, Маловельский, Мизгейский, Нестеровский, Николо-Жупанский, Никольский, Одоевский, Окороковский, Павловский, Петровский, Площадский, Покровский, Пчелинский, Рылевский, Сидоровский, Сомовский, Спасский, Стояновский, Стрелецкий, Филимоновский и Яхонтовский.
20 мая 1930 года Галичский с/с был передан в Арсеньевский район.
26 сентября 1937 года район вошёл в состав новообразованной Тульской области.

## Население
| 1959    | 1970    | 1979    | 1989    | 2002    | 2009    | 2010    | 2011    | 2012    |
| ------- | ------- | ------- | ------- | ------- | ------- | ------- | ------- | ------- |
| 24 967  | ↘20 777 | ↘16 714 | ↘15 312 | ↘14 149 | ↘13 096 | ↗13 184 | ↘13 146 | ↗13 235 |
| 2013    | 2014    | 2015    | 2016    | 2017    | 2018    | 2019    | 2020    | 2021    |
| ↘13 098 | ↘13 008 | ↘12 984 | ↘12 919 | ↘12 778 | ↘12 574 | ↘12 302 | ↘11 993 | ↘11 908 |

### Урбанизация
Городское население (посёлок городского типа Одоев) составляет  45,73 % от всего населения района.

### Национальный состав
По итогам переписи населения 2020 года проживали следующие национальности (национальности менее 0,1 % и другое см. в сноске к строке «Другие»):
| Национальность | Численность, чел. | Доля     |
| -------------- | ----------------- | -------- |
| Русские        | 10 736            | 90,16 %  |
| Даргинцы       | 79                | 0,66 %   |
| Украинцы       | 72                | 0,60 %   |
| Армяне         | 71                | 0,60 %   |
| Агулы          | 66                | 0,55 %   |
| Молдаване      | 59                | 0,50 %   |
| Таджики        | 58                | 0,49 %   |
| Узбеки         | 52                | 0,44 %   |
| Азербайджанцы  | 43                | 0,36 %   |
| Татары         | 24                | 0,20 %   |
| Грузины        | 24                | 0,20 %   |
| Немцы          | 16                | 0,13 %   |
| Лезгины        | 14                | 0,12 %   |
| Другие         | 594               | 4,99 %   |
| Итого          | 11 908            | 100,00 % |

## Территориальное деление
Административно-территориальное устройство
Одоевский район в рамках административно-территориального устройства включает 1 посёлок городского типа и 12 сельских администраций:
| №     | Административно-территориальная единица | Код ОКАТО  | Население 2002 (чел.) | Соответствие сельскому поселению |
| ----- | --------------------------------------- | ---------- | --------------------- | -------------------------------- |
| 1e-06 | Посёлок городского типа:                |            |                       |                                  |
| 2e-06 | Одоев                                   | 70 236 551 |                       |                                  |
| 3e-06 | Сельские администрации:                 |            |                       |                                  |
| 1     | Апухтинская сельская администрация      | 70 236 805 | 893                   | СП Северо-Одоевское              |
| 2     | Берёзовская сельская администрация      | 70 236 815 | 362                   | СП Восточно-Одоевское            |
| 3     | Ботвиньевская сельская администрация    | 70 236 820 | 338                   | СП Восточно-Одоевское            |
| 4     | Говоренковская сельская администрация   | 70 236 825 | 854                   | СП Северо-Одоевское              |
| 5     | Жемчужниковская сельская администрация  | 70 236 830 | 620                   | СП Восточно-Одоевское            |
| 6     | Одоевская сельская администрация        | 70 236 837 | 771                   | СП Южно-Одоевское                |
| 7     | Окороковская сельская администрация     | 70 236 845 | 342                   | СП Северо-Одоевское              |
| 8     | Рылевская сельская администрация        | 70 236 860 | 689                   | СП Восточно-Одоевское            |
| 9     | Сомовская сельская администрация        | 70 236 865 | 730                   | СП Южно-Одоевское                |
| 10    | Стояновская сельская администрация      | 70 236 870 | 491                   | СП Восточно-Одоевское            |
| 11    | Стрелецкая сельская администрация       | 70 236 875 | 867                   | СП Южно-Одоевское                |
| 12    | Ченцовская сельская администрация       | 70 236 855 | 621                   | СП Восточно-Одоевское            |

Муниципальное устройство
В муниципальный район, в рамках организации местного самоуправления, входят 4 муниципальных образования, в том числе одно городское и три сельских поселения:
| №        | Муниципальное образование | Административный центр | Количество населённых пунктов | Население | Площадь, км2 |
| -------- | ------------------------- | ---------------------- | ----------------------------- | --------- | ------------ |
| 1e-06    | Городское поселение:      |                        |                               |           |              |
| 1        | рабочий посёлок Одоев     | рабочий посёлок Одоев  | 1                             | ↗5445     | 7,67         |
| 1.000002 | Сельские поселения:       |                        |                               |           |              |
| 2        | Восточно-Одоевское        | село Рылево            | 62                            | ↘2839     | 530,00       |
| 3        | Северо-Одоевское          | село Апухтино          | 33                            | ↗1641     | 282,41       |
| 4        | Южно-Одоевское            | посёлок Стрелецкий     | 39                            | ↘1983     | 348,50       |

## Населённые пункты
В Одоевском районе один посёлок городского типа и 134 сельских населённых пункта. 
| №   | Населённый пункт              | Тип             | Население (чел.) | Муниципальное образование | Сельская администрация |
| --- | ----------------------------- | --------------- | ---------------- | ------------------------- | ---------------------- |
| 1   | Одоев                         | рабочий посёлок | ↗5445            | р. п. Одоев               |                        |
| 2   | Александровка                 | деревня         | ↗18              | Южно-Одоевское            | Одоевская              |
| 3   | Алехино                       | деревня         | 24               | Восточно-Одоевское        | Берёзовская            |
| 4   | Амутна Дрель                  | деревня         | 2                | Южно-Одоевское            | Стрелецкая             |
| 5   | Анастасово                    | село            | →37              | Северо-Одоевское          | Апухтинская            |
| 6   | Андрейчищево                  | деревня         | 21               | Восточно-Одоевское        | Ченцовская             |
| 7   | Аниковка                      | деревня         | 18               | Северо-Одоевское          | Говоренковская         |
| 8   | Апухтино                      | село            | ↗524             | Северо-Одоевское          | Апухтинская            |
| 9   | Балобаново                    | деревня         | 0                | Восточно-Одоевское        | Берёзовская            |
| 10  | Батьково                      | деревня         | 16               | Северо-Одоевское          | Говоренковская         |
| 11  | Башево                        | село            | 12               | Восточно-Одоевское        | Ченцовская             |
| 12  | Бегино                        | деревня         | 35               | Восточно-Одоевское        | Ботвиньевская          |
| 13  | Безлепкино                    | деревня         | 6                | Восточно-Одоевское        | Стояновская            |
| 14  | Берёзово                      | село            | ↗162             | Восточно-Одоевское        | Берёзовская            |
| 15  | Болотское                     | село            | 18               | Южно-Одоевское            | Одоевская              |
| 16  | Большое Касимово              | деревня         | 0                | Южно-Одоевское            | Стрелецкая             |
| 17  | Большое Сонино                | деревня         | 2                | Южно-Одоевское            | Сомовская              |
| 18  | Ботвиньево                    | деревня         | ↗258             | Восточно-Одоевское        | Ботвиньевская          |
| 19  | Брусна                        | деревня         | 4                | Восточно-Одоевское        | Стояновская            |
| 20  | Брусна                        | деревня         | 24               | Южно-Одоевское            | Одоевская              |
| 21  | Буландино                     | деревня         | 0                | Восточно-Одоевское        | Ченцовская             |
| 22  | Быковка                       | деревня         | 10               | Восточно-Одоевское        | Ботвиньевская          |
| 23  | Валуево                       | деревня         | 3                | Восточно-Одоевское        | Ботвиньевская          |
| 24  | Верхнее Касимово              | деревня         | 6                | Южно-Одоевское            | Стрелецкая             |
| 25  | Воскресенское                 | село            | 9                | Восточно-Одоевское        | Ботвиньевская          |
| 26  | Высокое                       | деревня         | 4                | Северо-Одоевское          | Окороковская           |
| 27  | Глинищи                       | село            | 12               | Северо-Одоевское          | Окороковская           |
| 28  | Говоренки                     | село            | ↗439             | Северо-Одоевское          | Говоренковская         |
| 29  | Головинское                   | деревня         | ↗114             | Восточно-Одоевское        | Стояновская            |
| 30  | Горбачево                     | деревня         | 21               | Южно-Одоевское            | Сомовская              |
| 31  | Гостыж                        | деревня         | 5                | Восточно-Одоевское        | Берёзовская            |
| 32  | Денисово                      | деревня         | 44               | Северо-Одоевское          | Говоренковская         |
| 33  | Дорогонка                     | деревня         | ↗170             | Восточно-Одоевское        | Жемчужниковская        |
| 34  | Ефимовка                      | деревня         | 1                | Восточно-Одоевское        | Ботвиньевская          |
| 35  | Жданово                       | деревня         | 0                | Восточно-Одоевское        | Ботвиньевская          |
| 36  | Жданово                       | деревня         | 0                | Восточно-Одоевское        | Стояновская            |
| 37  | Жемчужниково                  | село            | ↘271             | Восточно-Одоевское        | Жемчужниковская        |
| 38  | Жестовое                      | деревня         | 14               | Восточно-Одоевское        | Стояновская            |
| 39  | Животово                      | деревня         | 6                | Южно-Одоевское            | Сомовская              |
| 40  | Завалово                      | село            | 18               | Восточно-Одоевское        | Жемчужниковская        |
| 41  | Зелёная Горка                 | деревня         | 0                | Северо-Одоевское          | Апухтинская            |
| 42  | Зиброво                       | деревня         | 0                | Восточно-Одоевское        | Стояновская            |
| 43  | Зыбино                        | деревня         | 12               | Северо-Одоевское          | Окороковская           |
| 44  | Ивицы                         | село            | ↗137             | Восточно-Одоевское        | Берёзовская            |
| 45  | Ильинское                     | деревня         | 58               | Восточно-Одоевское        | Жемчужниковская        |
| 46  | Какуренка                     | деревня         | 7                | Южно-Одоевское            | Одоевская              |
| 47  | Калиновка                     | деревня         | 8                | Южно-Одоевское            | Стрелецкая             |
| 48  | Кирилловка                    | деревня         | 3                | Северо-Одоевское          | Окороковская           |
| 49  | Княгинино                     | деревня         | 17               | Восточно-Одоевское        | Ботвиньевская          |
| 50  | Козюлькино                    | посёлок         | 5                | Восточно-Одоевское        | Ченцовская             |
| 51  | Колышкино                     | деревня         | 5                | Северо-Одоевское          | Говоренковская         |
| 52  | Кореневка                     | деревня         | 2                | Восточно-Одоевское        | Ченцовская             |
| 53  | Кошкино                       | деревня         | 12               | Южно-Одоевское            | Одоевская              |
| 54  | Красенки                      | деревня         | 15               | Северо-Одоевское          | Апухтинская            |
| 55  | Красное                       | село            | 66               | Северо-Одоевское          | Апухтинская            |
| 56  | Красноколье                   | деревня         | 18               | Южно-Одоевское            | Одоевская              |
| 57  | Крупец                        | деревня         | 11               | Южно-Одоевское            | Одоевская              |
| 58  | Крутовка                      | деревня         | 4                | Восточно-Одоевское        | Рылевская              |
| 59  | Кузьменки                     | деревня         | 4                | Северо-Одоевское          | Окороковская           |
| 60  | Ларинский                     | посёлок         | 4                | Южно-Одоевское            | Стрелецкая             |
| 61  | Левенское                     | село            | 52               | Восточно-Одоевское        | Ченцовская             |
| 62  | Ленино                        | село            | ↘83              | Северо-Одоевское          | Говоренковская         |
| 63  | Липки                         | деревня         | 5                | Восточно-Одоевское        | Стояновская            |
| 64  | Лосинское                     | село            | ↘89              | Южно-Одоевское            | Стрелецкая             |
| 65  | Лужки                         | деревня         | 0                | Северо-Одоевское          | Окороковская           |
| 66  | Майково                       | село            | 1                | Восточно-Одоевское        | Ченцовская             |
| 67  | Малахово                      | село            | 29               | Северо-Одоевское          | Говоренковская         |
| 68  | Маловель                      | деревня         | 2                | Южно-Одоевское            | Одоевская              |
| 69  | Малое Касимово                | деревня         | 8                | Южно-Одоевское            | Стрелецкая             |
| 70  | Малое Сонино                  | село            | 10               | Южно-Одоевское            | Сомовская              |
| 71  | Малыхино                      | деревня         | 6                | Южно-Одоевское            | Стрелецкая             |
| 72  | Масловка                      | деревня         | 0                | Восточно-Одоевское        | Берёзовская            |
| 73  | Мизгея                        | деревня         | 15               | Южно-Одоевское            | Стрелецкая             |
| 74  | Мишенское                     | деревня         | 10               | Восточно-Одоевское        | Жемчужниковская        |
| 75  | Мызовка                       | деревня         | 16               | Восточно-Одоевское        | Берёзовская            |
| 76  | Немцово                       | деревня         | 5                | Восточно-Одоевское        | Стояновская            |
| 77  | Нестерово                     | деревня         | 41               | Северо-Одоевское          | Апухтинская            |
| 78  | Нижнее Исаково                | деревня         | 8                | Восточно-Одоевское        | Стояновская            |
| 79  | Нижнее Покровское             | деревня         | 0                | Южно-Одоевское            | Сомовская              |
| 80  | Нижние Дубки                  | деревня         | 0                | Восточно-Одоевское        | Рылевская              |
| 81  | Нижний Посад                  | деревня         | 4                | Северо-Одоевское          | Апухтинская            |
| 82  | Николо-Жупань                 | село            | ↘363             | Южно-Одоевское            | Одоевская              |
| 83  | Никольское                    | деревня         | 11               | Восточно-Одоевское        | Стояновская            |
| 84  | Никулино                      | деревня         | 0                | Южно-Одоевское            | Сомовская              |
| 85  | Новая Дмитриевка              | деревня         | 0                | Южно-Одоевское            | Сомовская              |
| 86  | Новоархангельский             | посёлок         | 32               | Северо-Одоевское          | Апухтинская            |
| 87  | Новый Городок                 | посёлок         | 10               | Северо-Одоевское          | Апухтинская            |
| 88  | Окороково                     | деревня         | ↘185             | Северо-Одоевское          | Окороковская           |
| 89  | Ореховский                    | посёлок         | 0                | Северо-Одоевское          | Говоренковская         |
| 90  | Павловка                      | деревня         | 1                | Северо-Одоевское          | Окороковская           |
| 91  | Павловское                    | село            | 10               | Восточно-Одоевское        | Жемчужниковская        |
| 92  | Перепутье                     | деревня         | 3                | Южно-Одоевское            | Стрелецкая             |
| 93  | Петровское                    | село            | ↘172             | Южно-Одоевское            | Одоевская              |
| 94  | Площадский                    | посёлок         | 25               | Южно-Одоевское            | Стрелецкая             |
| 95  | Площадь                       | село            | 12               | Южно-Одоевское            | Стрелецкая             |
| 96  | Подроманово                   | деревня         | 9                | Восточно-Одоевское        | Стояновская            |
| 97  | Приупский                     | посёлок         | 0                | Южно-Одоевское            | Одоевская              |
| 98  | Пришня-Шевелевка              | деревня         | 36               | Восточно-Одоевское        | Ченцовская             |
| 99  | Прокудино                     | деревня         | 27               | Восточно-Одоевское        | Ченцовская             |
| 100 | Прудки                        | деревня         | 24               | Восточно-Одоевское        | Жемчужниковская        |
| 101 | Пчельна                       | деревня         | ↘65              | Восточно-Одоевское        | Стояновская            |
| 102 | Рассыльная Слобода            | деревня         | 9                | Южно-Одоевское            | Одоевская              |
| 103 | Рождествено                   | деревня         | 3                | Восточно-Одоевское        | Ченцовская             |
| 104 | Рылево                        | село            | ↗651             | Восточно-Одоевское        | Рылевская              |
| 105 | Рылевский                     | посёлок         | 54               | Восточно-Одоевское        | Рылевская              |
| 106 | Северо-Ватцевский Лесоучасток | посёлок         | ↘2               | Северо-Одоевское          | Говоренковская         |
| 107 | Северо-Ватцевское Лесничество | посёлок         | ↘141             | Северо-Одоевское          | Говоренковская         |
| 108 | Северо-Одоевское Лесничество  | посёлок         | 19               | Северо-Одоевское          | Апухтинская            |
| 109 | Севрюково                     | деревня         | 2                | Восточно-Одоевское        | Рылевская              |
| 110 | Сидорово                      | деревня         | 0                | Южно-Одоевское            | Одоевская              |
| 111 | Скобачево                     | село            | ↘90              | Восточно-Одоевское        | Ченцовская             |
| 112 | Скомонтово                    | деревня         | 11               | Южно-Одоевское            | Одоевская              |
| 113 | Слободка                      | деревня         | 8                | Восточно-Одоевское        | Берёзовская            |
| 114 | Слободка                      | деревня         | ↘5               | Восточно-Одоевское        | Жемчужниковская        |
| 115 | Снедка                        | деревня         | 7                | Восточно-Одоевское        | Жемчужниковская        |
| 116 | Сомово                        | деревня         | 0                | Восточно-Одоевское        | Стояновская            |
| 117 | Сомово                        | село            | ↘554             | Южно-Одоевское            | Сомовская              |
| 118 | Сорокино                      | деревня         | 5                | Северо-Одоевское          | Окороковская           |
| 119 | Спасское                      | село            | 2                | Южно-Одоевское            | Сомовская              |
| 120 | Стояново                      | село            | ↘161             | Восточно-Одоевское        | Стояновская            |
| 121 | Стрелецкий                    | посёлок         | ↗716             | Южно-Одоевское            | Стрелецкая             |
| 122 | Стубле                        | деревня         | 5                | Восточно-Одоевское        | Рылевская              |
| 123 | Татьево                       | деревня         | 21               | Северо-Одоевское          | Апухтинская            |
| 124 | Угольное                      | деревня         | 4                | Восточно-Одоевское        | Ченцовская             |
| 125 | Филатово                      | деревня         | 1                | Южно-Одоевское            | Одоевская              |
| 126 | Филимоново                    | деревня         | 16               | Северо-Одоевское          | Апухтинская            |
| 127 | Хитрово                       | деревня         | 0                | Южно-Одоевское            | Стрелецкая             |
| 128 | Хмелевичи                     | деревня         | 27               | Восточно-Одоевское        | Жемчужниковская        |
| 129 | Холохольня                    | деревня         | 12               | Восточно-Одоевское        | Ботвиньевская          |
| 130 | Холяпино                      | деревня         | 22               | Восточно-Одоевское        | Ченцовская             |
| 131 | Чебышовка                     | деревня         | 29               | Восточно-Одоевское        | Рылевская              |
| 132 | Ченцовы Дворы                 | деревня         | ↗286             | Восточно-Одоевское        | Ченцовская             |
| 133 | Щербаков                      | посёлок         | 1                | Северо-Одоевское          | Окороковская           |
| 134 | Юшково                        | деревня         | 37               | Северо-Одоевское          | Окороковская           |
| 135 | Яхонтово                      | село            | ↘54              | Южно-Одоевское            | Сомовская              |

Упразднённые населённые пункты:
- 1986 год — посёлок Ливенка Березовского сельсовета, посёлок Красный Стрелецкого сельсовета, деревня Грайвороны Сомовского сельсовета, деревня Марьино Стояновского сельсовета[32]

## Транспорт
Через район проходят автомобильные дороги, связывающие Одоев с Москвой, Тулой, Калугой; районными центрами области (Щёкино, Суворов, Белёв, Плавск, Арсеньево), а также с населёнными пунктами внутри района. Также в селе Рылёво есть небольшой, полуразваленный аэродром. Полёты проводятся с целью полива многочисленных полей. Дальнейшая судьба аэродрома неизвестна

## Культура
На территории района находится село Филимоново, которое является одним из древнейших гончарных и игрушечных центров России. Здесь исстари делают известные филимоновские игрушки.

## Достопримечательности
- В самом Одоеве находится городище времени XIV—XVI веков, расположенное на Соборной горе, получившей название по стоявшему здесь некогда Воскресенскому собору.
- Церковь Богоявления Господня, относящаяся к концу XVIII — началу XIX вв.
- На противоположном берегу р. Упы находится церковь Анастасова монастыря.
- Никольская церковь в с. Николо-Жупань, относящаяся к концу XVII — началу XVIII вв.
- Покровская церковь в с. Болотском, созданная в 1802—1830 гг., по проекту архитектора Бреме.

## Известные уроженцы и жители
- Климов, Михаил Ильич (1924—1984) — советский офицер, участник Великой Отечественной войны, мастер танкового боя, Герой Советского Союза (27.06.1945). Родился в селе Гостыж.
- Шаров, Дмитрий Михайлович (1918—1952) — лётчик, Герой Советского Союза. Родился в селе Сомово.
- Евлогий (Георгиевский) (1868—1946) — митрополит, епископ Русской православной церкви. Родился в селе Сомово.
- Смиртюков, Михаил Сергеевич (1909—2004) — советский государственный деятель, Герой Социалистического Труда[33].